# Christoforuskerk
De Christoforuskerk of Christophoruskerk is een rooms-katholieke kruisbasiliek aan de Molenstraat in Schagen in de Nederlandse provincie Noord-Holland. De kerk is opgetrokken in neogotische trant en ontworpen door Alfred Tepe. De kerk is gewijd aan Sint-Christoforus. In het voorportaal is een steen met zijn beeltenis verwerkt, deze gevelsteen komt uit de vorige kerk.

## Geschiedenis
De allereerste vermelding van een kerk stamt uit het jaar 998, toen graaf Dirk II een geldbedrag naliet aan de abdij van Egmond om in Schagen een nieuwe kerk te laten bouwen. In 1415 verkreeg Schagen stadsrechten en in 1460 werd de bouw van de daarop nieuw gebouwde kerk afgerond. Deze kerk was versierd met heiligenbeelden en de pilaren waren beschilderd met Latijnse opschriften. Bij de Reformatie ging deze kerk over naar de protestanten, en de overgebleven katholieken waren aangewezen op privéwoningen en schuilkerkjes. In 1708 kwam er een schuilkerkje aan de Hogezijde, dat halverwege de 19e eeuw nog vergroot werd, maar uiteindelijk te klein werd.
Op zondag 10 mei 1881 werd het oude kerkje voor erediensten gesloten, op 20 september dat jaar werd de eerste paal voor de huidige kerk geslagen. Ruim twee jaar later op zondag 21 oktober 1883 werd de nieuwe kerk ingewijd door mgr. C.J.M. Bottemanne, de bisschop van Haarlem. In de nieuwe kerk werden drie oude luidklokken gehangen en het budget voor het orgel was ƒ200,--. Het orgel telde 6,5 registers en kwam uit het seminarie van Hageveld. Zeven jaar later werd het vervangen door een harmonium.
Links van de hoofdingang is een achthoekige kapel gebouwd, deze is tegenwoordig in gebruik als Mariakapel, maar werd gebouwd als doopkapel. De kapel is voorzien van glas-in-loodramen. De kapel is door middel van een hek afgesloten van de rest van de kerk.

## Luidklokken
In de klokkentoren bevindt zich een van de oudste luidklokken van Nederland: een klok van Herman uit 1478. Deze klok heeft een diameter van 79,5 centimeter en komt uit de vroegere kerk van Eppenhuizen. Op de klok staan de beeltenissen van 8 heiligen, waarvan herkenbaar zijn: Catharina, Nicolaas (2 keer), Barbara, Johannes de Doper, Agnes en Maria met het kindje Jezus; verder een klok, ooit in Weiwerd. gehangen hebbende en in de 19e eeuw vervaardigd door een ons onbekende klokkengieter. Tevens bevinden zich in de toren nog drie klokken uit 1958, die door Petit & Fritsen oorspronkelijk voor de RK Petrus en Pauluskerk in Haarlem-Noord waren vervaardigd.
Een klok van J. van Bremen uit 1512, deze accordeerde niet met de andere twee oude klokken, werd vóór de komst van de Fritsenklokken uitgenomen en naar haar oorspronkelijke plaats van herkomst (Midsland op Terschelling) terug verkocht.

## Orgel
Het orgel, gebouwd door John Nicholson, is in 1882 gemaakt voor de St. Mary Magdalene in Worchester, Engeland en in 1981 overgeplaatst naar de Christoforuskerk in Schagen. Op dit orgel worden orgelconcerten gegeven.

## Rijksmonument
De kerk, toren en een aantal objecten in de kerk zijn per 26 augustus 1976 opgenomen in het rijksmonumentregister.
Hieronder vallen de volgende voorwerpen:
- De hierboven genoemde luidklokken
- Een barokke (of Lodewijk XVI-stijl) preekstoel
- Een neogotisch vleugelaltaar door F.W. Mengelberg
- Glas-in-loodramen in de zijbeuken en koor.

## Trivia
- Onder de kerk zijn 630 heipalen verwerkt, deze reiken 9 meter diep. In de kerk zijn ruim 2.000.000 stenen verwerkt. Hiervan zijn alleen al 600.000 gebruikt voor de fundering en 100.000 voor de gewelven.
- Op de vloer liggen 18.000 tegels.
- De torenspits heeft een lengte van 25 meter, daarop staat een ijzeren kruis van 3,50 m met armen van 2,20 m lang. Op het kruis staat ook nog een koperen haan.
- De eerste steen werd gelegd op 18 april 1882 door deken Ruscheblatt, uit Alkmaar.

### Afbeeldingen

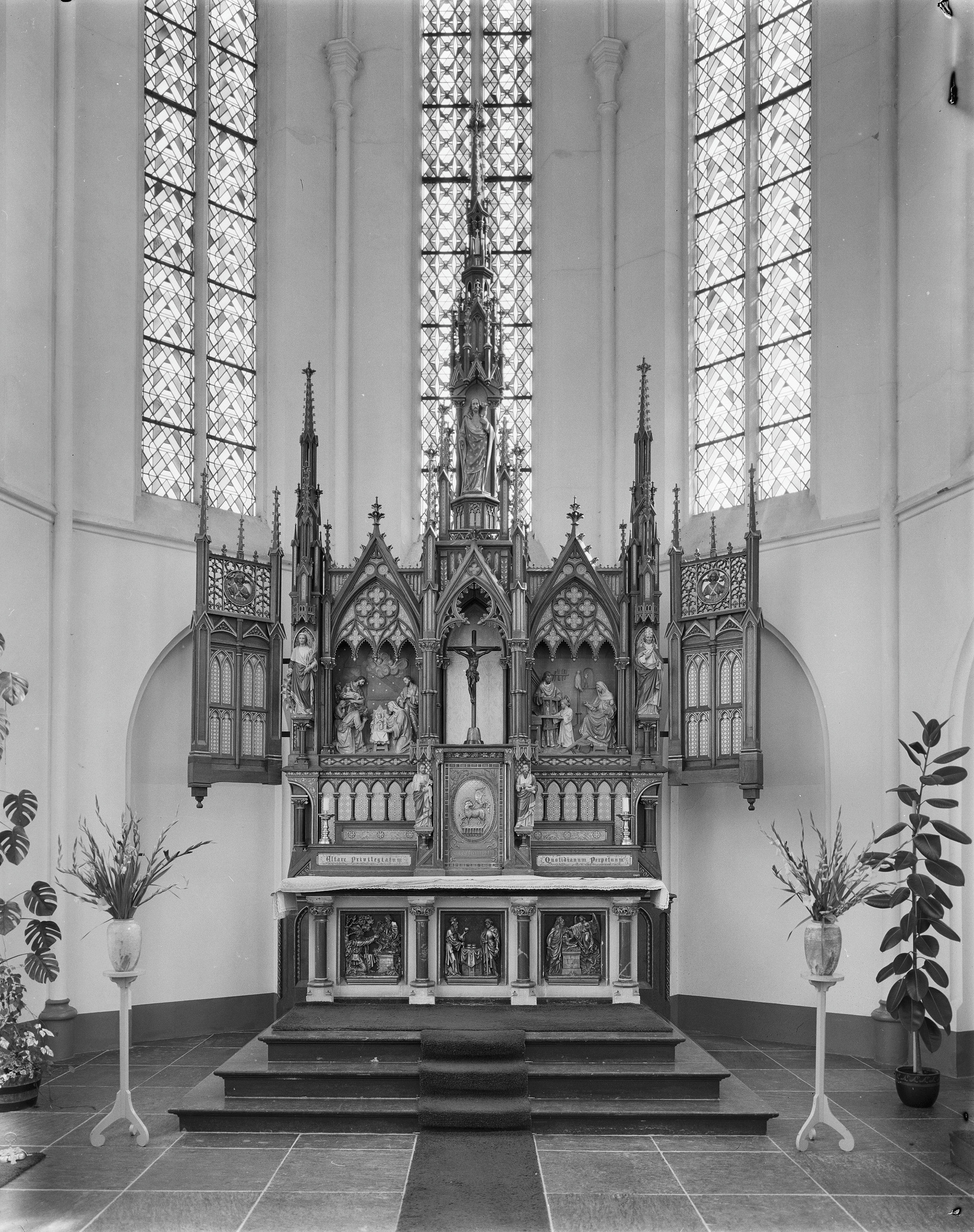
Het altaar in 1972
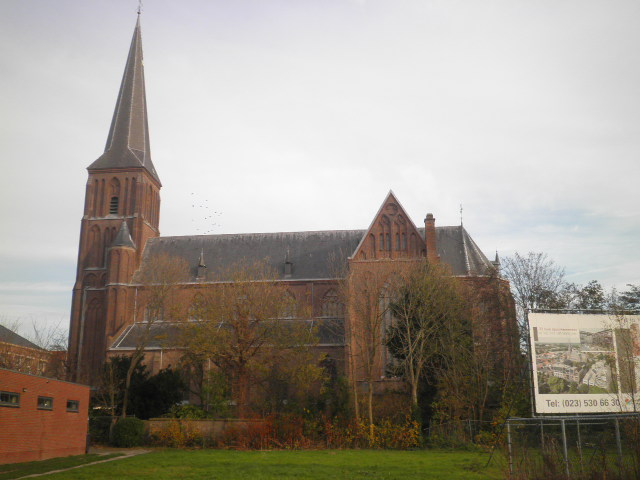
De kerk gezien vanaf de Laan (november 2012)